# 図書館員の倫理綱領
図書館員の倫理綱領（としょかんいんのりんりこうりょう）とは1979年に改定した「図書館の自由に関する宣言」を受けて図書館員としての倫理を設定した文言である。

## 構成
- （図書館員の基本的態度）
  - 第１　図書館員は、社会の期待と利用者の要求を基本的なよりどころとして職務を遂行する。
- （利用者に対する責任）
  - 第２　図書館員は利用者を差別しない。
  - 第３　図書館員は利用者の秘密を漏らさない。

- （資料に関する責任）
  - 第４　図書館員は図書館の自由を守り、資料の収集、保存および提供につとめる。
  - 第５　図書館員は常に資料を知ることにつとめる。

- （研修につとめる責任）
  - 第６　図書館員は個人的、集団的に、不断の研修につとめる。

- （組織体の一員として）
  - 第７　図書館員は、自館の運営方針や奉仕計画の作成に積極的に参画する。
  - 第８　図書館員は、相互の協力を密にして、集団としての専門的能力の向上につとめる。
  - 第９　図書館員は、図書館奉仕のため適正な労働条件の確保につとめる。

- （図書館間の協力）
  - 第10　図書館員は図書館間の理解と協力につとめる。

- （文化の創造への寄与）
  - 第11　図書館員は住民や他団体とも協力して、社会の文化環境の醸成につとめる。
  - 第12　図書館員は、読者の立場に立って出版文化の発展に寄与するようつとめる。

- 日本図書館協会は、わが国の図書館の現状にかんがみこの倫理綱領を作成し、提唱する。本協会はこの綱領の維持発展につとめると共に、この綱領と相いれない事態に対しては、その改善に向って不断に努力する。